# Ian Hunter (Spezialeffektkünstler)

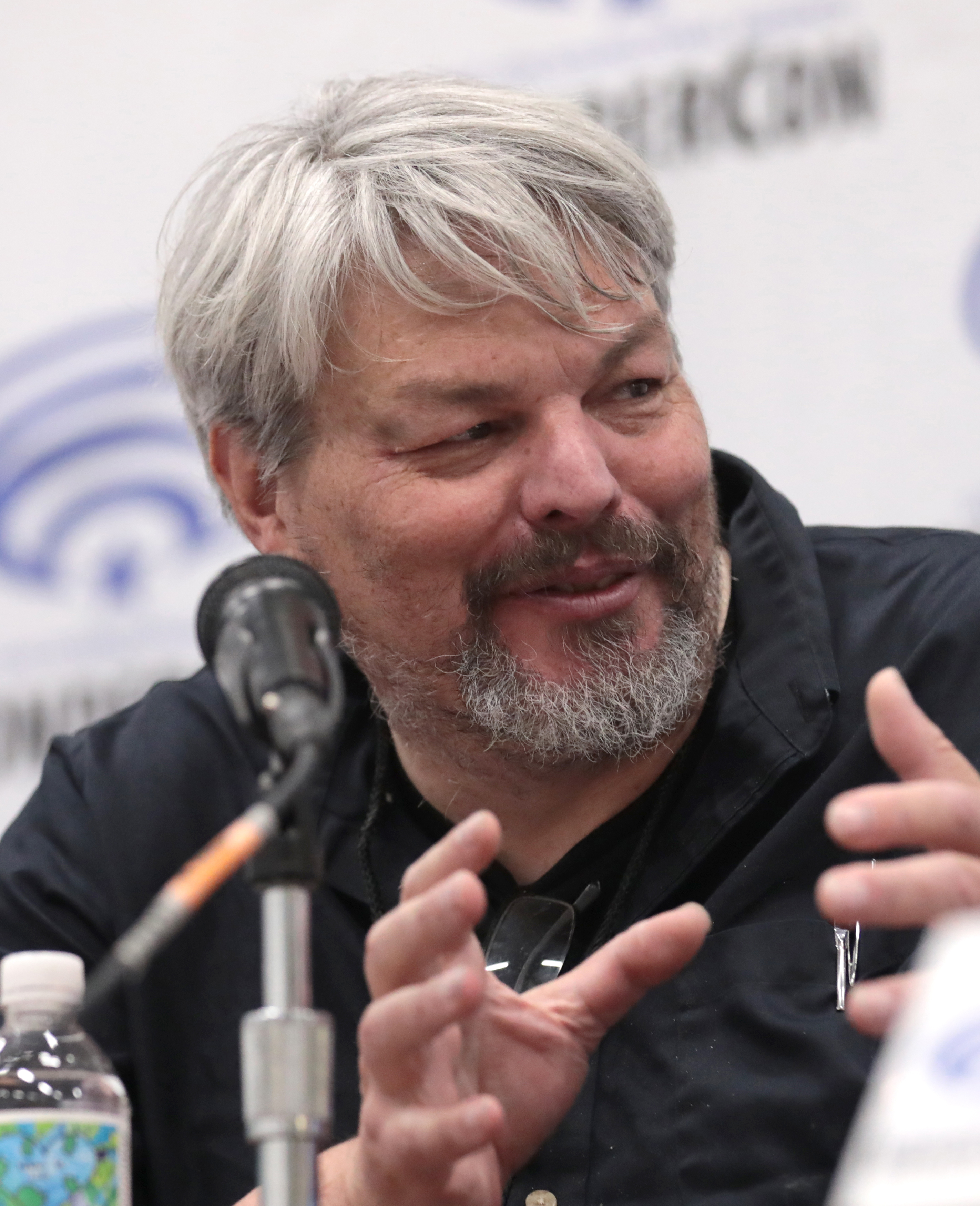
Ian Hunter

Ian Hunter (geb. vor 1982) ist ein amerikanischer Modellbauer und VFX Supervisor, der 2015 mit Interstellar einen Oscar in der Kategorie Beste visuelle Effekte erhielt.

## Leben
Er wuchs in Los Angeles als Sohn eines Künstlers auf. Bevor er in der Filmindustrie tätig war, war er als Modellbauer bei einem Luftfahrtunternehmen beschäftigt, bei dem er das Wissen für den Bau von Modellen erlangte. Er war für Produktionsunternehmen wie Boss Film und Stetson Visual Services tätig, für die er an Spielfilmen wie Dick Tracy und Batmans Rückkehr arbeitete.
1995 gründete er gemeinsam mit Matthew Gratzner und Shannon Blake Gans das Produktionsstudio New Deal Studios, das bis 2001 Hunter/Gratzner Industries hieß. Für dieses Unternehmen war er in den vergangenen 20 Jahren an Filmen wie Terminator 3 – Rebellion der Maschinen, The Dark Knight und Pirates of the Caribbean – Fremde Gezeiten beteiligt. 2015 erhielt er für den Film Interstellar gemeinsam mit Paul Franklin, Andrew Lockley und Scott Fisher den Oscar in der Kategorie Beste visuelle Effekte.
Er ist Mitglied der Visual Effects Society  und der Academy of Motion Picture Arts and Sciences.

## Filmografie (Auswahl)
- 1982: Blade Runner (Blade Runner)
- 1990: Dick Tracy
- 1990: Edward mit den Scherenhänden (Edward Scissorhands)
- 1991: Bugsy
- 1992: Batmans Rückkehr (Batman Returns)
- 1993: Matinee – Die Horrorpremiere (Matinee)
- 1994: Hudsucker – Der große Sprung (The Hudsucker Proxy)
- 1994: Shadow und der Fluch des Khan (The Shadow)
- 1994: Clifford – Das kleine Scheusal (Clifford)
- 1996: Operation: Broken Arrow (Broken Arrow)
- 1996: The Arrival – Die Ankunft (The Arrival)
- 1997: Alien – Die Wiedergeburt (Alien: Resurrection)
- 1997: Batman & Robin
- 1998: Akte X – Der Film (The X Files)
- 1998: From the Earth to the Moon (Fernsehserie, 12 Folgen)
- 1998: Godzilla
- 1999: End of Days – Nacht ohne Morgen (End of Days)
- 2000: Pitch Black – Planet der Finsternis (Pitch Black)
- 2000: Second Chance – Alles wird gut (The Crew)
- 2001: Ghosts of Mars
- 2001: Kate & Leopold
- 2001: Sag’ kein Wort (Don't Say a Word)
- 2001: The Man Who Wasn’t There
- 2002: Scooby-Doo
- 2002: Wer tötete Victor Fox? (Unconditional Love)
- 2003: 3 Engel für Charlie – Volle Power (Charlie's Angels: Full Throttle)
- 2003: Bad Boys II
- 2003: Coronado
- 2003: Ein Kater macht Theater (Dr. Seuss' The Cat in the Hat)
- 2003: Freddy vs. Jason
- 2003: Looney Tunes: Back in Action
- 2003: Seabiscuit – Mit dem Willen zum Erfolg (Seabiscuit)
- 2003: Sin Eater – Die Seele des Bösen (The Order)
- 2003: Terminator 3 – Rebellion der Maschinen (Terminator 3: Rise of the Machines)
- 2003: The Core – Der innere Kern (The Core)
- 2004: Riddick: Chroniken eines Kriegers (The Chronicles of Riddick)
- 2004: The Day After Tomorrow
- 2005: Constantine
- 2005: Die Chroniken von Narnia – Der König von Narnia (The Chronicles of Narnia: The Lion, the Witch and the Wardrobe)
- 2005: Fantastic Four
- 2005: House of Wax
- 2005: Krieg der Welten (War of the Worlds)
- 2006: Nachts im Museum (Night at the Museum)
- 2006: X-Men: Der letzte Widerstand (X-Men: The Last Stand)
- 2007: Balls of Fury
- 2007: I Am Legend
- 2007: Shooter
- 2007: Spider-Man 3
- 2007: Stirb langsam 4.0 (Live Free or Die Hard)
- 2007: There Will Be Blood
- 2007: The Gene Generation
- 2008: City of Ember – Flucht aus der Dunkelheit (City of Ember)
- 2008: Der unglaubliche Hulk (The Incredible Hulk)
- 2008: Mensch, Dave! (Meet Dave)
- 2008: The Dark Knight
- 2009: 2012
- 2009: Nachts im Museum 2 (Night at the Museum: Battle of the Smithsonian)
- 2009: Splice – Das Genexperiment (Splice)
- 2009: Terminator: Die Erlösung (Terminator Salvation)
- 2009: Watchmen – Die Wächter (Watchmen)
- 2009: Whiteout
- 2010: Inception
- 2010: Resident Evil: Afterlife
- 2011: Fast & Furious Five (Fast Five)
- 2011: Green Lantern
- 2011: Pirates of the Caribbean – Fremde Gezeiten (Pirates of the Caribbean: On Stranger Tides)
- 2013: Hänsel und Gretel: Hexenjäger (Hansel & Gretel: Witch Hunters)
- 2013: Percy Jackson: Im Bann des Zyklopen (Percy Jackson: Sea of Monsters)
- 2014: Interstellar
- 2018: Aufbruch zum Mond (First Man)

## Auszeichnungen
- 2015: Oscar in der Kategorie Beste visuelle Effekte für Interstellar
- 2019: Oscar in der Kategorie Beste visuelle Effekte für Aufbruch zum Mond